# Rogoźnica koło Rzeszowa
Rogoźnica koło Rzeszowa – przystanek osobowy w Głogowie Małopolskim (część Podbór), w województwie podkarpackim, w Polsce. Od 13 grudnia 2009 uruchomiono połączenie Rzeszów Główny – Stalowa Wola Rozwadów.

## Ruch pasażerski
| Rok  | Wymiana pasażerska na dobę |
| ---- | -------------------------- |
| 2017 | 20-49                      |
| 2022 | 50-99                      |